# Сянка на съмнение
„Сянка на съмнение“ (на английски: Shadow of a Doubt) е американски психологически трилър от 1943 г., режисиран от Алфред Хичкок, с участието на Джоузеф Котън и Тереза Райт в главните роли.

## Сюжет
Внимание:  Текстът по-долу разкрива сюжета на произведението (или части от него)!
Чарли (Тереза Райт) е девойка, която живее в малкия калифорнийски град Санта Роса. Скучаейки поради липсата на вълнуващи събития в своя живот, тя се опитва по телепатичен път да покани на гости своя чичо, чието име носи. нейното желание са сбъдва и загадъчният чичо Чарли (Джоузеф Котън) пристига с влак в малкото градче за да гостува на семейството на сестра си. Първоначално момичето е безкрайно щастливо от пристигането му и подаръците които носи за нея и близките и. Но неговата потайност и грубост, скоро пораждат в душата и „сянка на съмнение“ относно неговия действителен живот, още повече след като чичото се опитва да се изплъзне от двамата репортери, пристигнали в дома и за интервю със семейството.
Докато на Източното крайбрежие на САЩ полицията преследва неуловимия убиец, наречен от пресата „убиеца на веселите вдовици“, в главата на Чарли натрапчиво се върти мелодията от оперетата „Веселата вдовица“. Скоро младото момиче се убеждава, че добродушният чичо е преследваният сериен убиец. Чарли се разкъсва между желанието да го предаде на правосъдието и лоялността към доброто име и здравето на родителите си. Междувременно чичото разбира, че племенницата му е разбрала за неговото тъмно минало, и на два пъти се опитва да я премахне. Накрая пред заплахата бъде разкрит, той решава да напусне градчето. Качвайки се във влака, прави последен опит за затвори устата на племенницата си завинаги, но в последвалата борба пада от влака и загива.

## В ролите
| Актьор           | Роля                           |
| ---------------- | ------------------------------ |
| Тереза Райт      | Чарли Нютън                    |
| Джоузеф Котън    | Чарли Оукли                    |
| Хенри Травърс    | Джоузеф Нютън, бащата на Чарли |
| Патриша Колиндж  | Ема Нютън, майката на Чарли    |
| Макдоналд Кери   | Джак Греъм, детектив           |
| Уолъс Форд       | Фред Сондърс, детектив         |
| Хюм Кронин       | Хърби Хоукинс                  |
| Една Мей Уонакот | Ан Нютън                       |
| Франсиз Карсън   | г-жа Пьотер                    |
| Едуин Стенли     | г-н Грийн                      |
| Минерва Урекал   | г-жа Андерсън                  |

## Камео на Алфред Хичкок
Алфред Хичкок се появява в камео роля във филма – пътува във влака за Санта Роза и играе бридж с възрастна двойка. Всички карти в ръката на Хичкок са „пика“.

## Награди и номинации
| Награди                                | Награди                             | Награди           | Награди                            |
| Награда                                | Категория                           | Име               | Резултат                           |
| -------------------------------------- | ----------------------------------- | ----------------- | ---------------------------------- |
| „Оскар“-1944                           | Най-добър литературен първоизточник | Гордън Макдонъл   | номинация                          |
| Национален филмов регистър на САЩ-1991 | Най-значими американски филми       | Сянка на съмнение | включване сред 25-те избрани филма |